# Estação Tasqueña (VLT)
A Estação Tasqueña é uma das estações do VLT da Cidade do México, situada na Cidade do México, seguida da Estação Las Torres. Administrada pelo Servicio de Transportes Eléctricos de la Ciudad de México (STECDMX), é uma das estações terminais da Linha 1.
Foi inaugurada em 1º de agosto de 1986. Localiza-se no cruzamento da Estrada de Tlalpan com a Estrada Tasqueña. Atende o bairro Campestre Churubusco, situado na demarcação territorial de Coyoacán. Os usuários da estação podem fazer conexão com o Metrô da Cidade do México, por meio da Estação Tasqueña, e com o Trólebus da Cidade do México.
A estação recebeu o nome Tasqueña por estar situada próxima à Avenida Taxqueña. A palavra Taxqueña é o gentílico das mulheres oriundas da cidade de Taxco, situada no estado de Guerrero, no México. Taxco é conhecida pelas centenas de ourivesarias especializadas em prata espalhadas por toda a cidade.